# Virbia fasciata
Virbia fasciata là một loài bướm đêm thuộc phân họ Arctiinae, họ Erebidae.